# Tvořihráz
Tvořihráz (en allemand : Durchlass) est une commune du district de Znojmo, dans la région de Moravie-du-Sud, en République tchèque. Sa population s'élevait à 427 habitants en 2020.

## Géographie
Tvořihráz est arrosée par la Jevišovka, un affluent de la Dyje, et se trouve à 10 km au nord-est de Znojmo, à 47 km au sud-ouest de Brno et à 179 km au sud-est de Prague.
La commune est limitée par Plaveč et Výrovice au nord, par Žerotice au nord-est, par Kyjovice au sud-est et au sud, par Suchohrdly au sud, et par Únanov à l'ouest.

## Histoire
La première mention écrite de la localité date de 1349.

## Transports
Par la route, Tvořihráz se trouve à 13 km de Znojmo, à 62 km de Brno et à 214 km de Prague.